# Blankass
Blankass — французская рок-группа, созданная в 1990 братьями Жоаном и Гийомом Леду, покинувшими в 1988 группу Zéro de conduite (Ноль за поведение).

## Состав
- Гийом Леду (Guillaume Ledoux) — вокал и аккордеон
- Брюно Маранд (Bruno Marande) — бас-гитара
- Жоан Леду (Johan Ledoux) — гитара и вокал
- Оливье Робино (Olivier Robineau) — ударные
- Филипп Рибодо (Philippe Ribaudeau) — флейта, саксофон, губная гармоника, …
- Николя Комбруз (Nicolas Combrouze) — гитара (с 1990 до 2005)
- Николя Бравен (Nicolas Bravin) — гитара (с 2005 до 2006)
- Седрик Милар (Cédric Milard) — клавишные (с 2005)
- Шарли Поджо(Charlie Poggio) — ударные (до 1994 и с 08/2006)
- Франсуа Поджо(François Poggio) — гитара (с 2007)

## Дискография
- 15.01.1996 — Blankass
- 02.02.1999 — L'Ère de rien
- 01.04.2003 — L’Homme fleur
- 17.10.2005 — Elliott (album)
- 25.03.2008 — Un concert (CD + DVD)

## Награды
- Prix Roger Seiller:
  - Победа в номинации Французская группа (1997)

- Виктуар де ля мюзик:
  - Номинация в категории Открытие года (1997)
  - Номинация в категории Группа года (1998)

- Trophée Radio France Perigueux:
  - Победа в номинации Лучшая песня (1997)